# Яйцо с вращающимися миниатюрами
Яйцо с вращающимися миниатюрами (Горный хрусталь) — это ювелирное яйцо, одно из пятидесяти двух императорских пасхальных яиц, изготовленных фирмой Карла Фаберже для русской императорской семьи. Оно было создано в 1896 году для императрицы Александры Фёдоровны. В настоящий момент ювелирное яйцо находится в коллекции Виргинского музея изобразительных искусств.

## Дизайн
Данное яйцо было изготовлено в фирме Фаберже мастером Михаилом Перхиным с миниатюрами Иоганнеса Зенграфа Внешняя оболочка из горного хрусталя ограничена тонкой золотой полоской, покрытой изумрудно-зелёной эмалью, инкрустированной бриллиантами. Ювелирное яйцо венчает 27-каратный сибирский изумруд, расположенный на золотой подложке, покрытой изумрудно-зелёной эмалью. Данный кабошонный изумруд является одним из самых больших драгоценных камней, использованных Фаберже в серии императорских яиц. Ножка яйца располагается на постаменте из горного хрусталя. Ножка состоит из красочно расписанного покрытого эмалью золотого двойного сфероида, окруженного двумя кругами из бриллиантов огранки розой. Оно также украшено монограммами царицы, принцессы Алисы Гессен-Дармштадтской до замужества и позднее Александры Фёдоровны, императрицы Российской. Каждая монограмма увенчана бриллиантовой короной соответствующего королевского дома. Эти монограммы формируют непрерывный узор вокруг основания ювелирного яйца.

## Сюрприз
Внутри яйца из горного хрусталя располагается золотая ось, поддерживающая двенадцать миниатюрных рисунков. На них изображены различные дворцы и резиденции, которые были значимы для молодой императрицы. Каждое из этих мест является памятным для Николая и Александры, как первые моменты их знакомства до бракосочетания, состоявшегося в 1894 году.
В момент отпускания кабошонного изумруда, расположенного сверху яйца, приводится в движение механизм, вращающий миниатюры внутри яйца. Крючок внутри яйца опускается вниз и перелистывает миниатюры, подобно страницам книги, благодаря чему можно наблюдать две миниатюры одновременно. Каждая из миниатюр имеет золотую рамку, увенчанную изумрудом. Миниатюры прикреплены к центральной золотой оси яйца, проходящий сквозь него.
На миниатюрах изображены:
- Новый дворец, Потсдам, Германия: место рождения императрицы.
- Кранихштайн, Гессен: любимая летняя резиденция императрицы в юности.
- Замок Балморал, Шотландия: место, где проводила праздники в детстве бабушка Александры, Виктория.
- Старый дворец, Дармштадт: официальное место нахождения отца Александры, Людвига IV.
- Замок Вольфсгартен, Гессен: охотничий дом семьи Александры из её детства.
- Виндзорский замок, рядом с Лондоном: резиденция королевы Виктории, при посещении её Александрой в детстве.
- Дворец Эренбург, Кобург: место первой встречи Александры с Николаем.
- Замок Розенау, Кобург: место, посещенное парой на следующий день после церемонии бракосочетания.
- Осборн-хаус, Остров Уайт: место, посещенное Николаем во время женитьбы на Александре.
- Зимний дворец, Санкт-Петербург: место проведения церемонии бракосочетания Николая и Александры.
- Аничков дворец, Санкт-Петербург: резиденция Марии Фёдоровны, где Александра провела свой первый год в России.
- Александровский дворец, Царское село, рядом с Санкт-Петербургом: любимая зимняя резиденция императорской семьи[1].

## История
Яйцо было подарено Николаем II Александре Фёдоровне 24 марта 1896 года. Она получила его на пасхальной неделе того же года, когда молодая пара взошла на российский престол.
В 1909 году яйцо находилось в учебной комнате императрицы в Зимнем дворце. Оно было захвачено Временным правительством России и перемещено в Оружейную палату Кремля в Москве вместе с примерно 40 другими яйцами. В 1930 году, Яйцо с вращающимися миниатюрами стало одним из десяти проданных ювелирных яиц Фаберже конторой «Антиквариат» в галерею Виктора Хаммера в Нью-Йорке за 8000 рублей или примерно $4000. В 1945 году стало последним из пяти императорских яиц, приобретённых Лилиан Томас Пратт, женой президента General Motors Джона Пратта. После смерти Лилиан Томас Пратт в 1947 году яйцо по завещанию было передано в собственность Виргинского музея изобразительных искусств в городе Ричмонд. Оно до сих пор остаётся в открытой части экспозиции музея.